# (262) Valda
(262) Valda – planetoida z pasa głównego asteroid okrążająca Słońce w ciągu 4 lat i 29 dni w średniej odległości 2,55 j.a. Została odkryta 3 listopada 1886 roku w Obserwatorium Uniwersyteckim w Wiedniu przez Johanna Palisę. Pochodzenie nazwy planetoidy nie jest znane.